# Freya Reitsma
Freya Reitsma (6 november 1997) is een Nederlands langebaanschaatsster en wielrenster.
In 2020 startte Reitsma op de Nederlandse kampioenschappen afstanden op de massastart.

## Records

### Persoonlijke records[4]
| Afstand    | Tijd    | Datum            | Baan       |
| ---------- | ------- | ---------------- | ---------- |
| 500 meter  | 41,11   | 30 januari 2015  | Heerenveen |
| 1000 meter | 1.22,38 | 31 januari 2015  | Heerenveen |
| 1500 meter | 2.08,23 | 2 oktober 2016   | Inzell     |
| 3000 meter | 4.42,16 | 18 december 2016 | Heerenveen |

## Privé
Sinds 2018 geeft Reitsma biologieles op het CSG Eekeringe.